# Baie de Poméranie
La baie de Poméranie (en polonais : Zatoka Pomorska ; en allemand : Pommersche Bucht) est une baie du sud-ouest de la mer Baltique, au nord des côtes polonaise et allemande.
Au sud, elle est séparée de la lagune de Szczecin par les îles de Wolin et de Usedom et y est reliée par les bras de mer de Peenestrom, Świna et Dziwna.
Elle est située entre le cap Arkona à l'ouest sur l'île de Rügen et le phare de Gąski à l'est de Kołobrzeg.
Sa profondeur maximale est de 20 m et sa salinité est de 8 ‰. Elle est traversée par des chenaux pour relier le port de Szczecin à la mer via le cours inférieur de l'Oder.

## Source
- (en) Cet article est partiellement ou en totalité issu de l’article de Wikipédia en anglais intitulé « Bay of Pomerania » (voir la liste des auteurs).